# Polybia platycephala
Polybia platycephala är en getingart som beskrevs av Richards 1951. Polybia platycephala ingår i släktet Polybia och familjen getingar. Utöver nominatformen finns också underarten P. p. sylvestris.